# Сибирская корона
«Сибирская корона» — российская марка пива в премиальном сегменте компании ОАО «САН ИнБев».

## История
Впервые пиво «Сибирская корона» было изготовлено в 1996 году на пивоварне «Росар» в Омске. Пиво являлось популярным локальным брэндом, позиционируясь в недорогом ценовом сегменте и продавалось на Урале, в Сибири и на Дальнем Востоке.
Компании SUN Interbrew «Сибирская корона» досталась после покупки «Росара» в 1999 году. И уже в 2000-м SUN Interbrew провела национальную экспансию этого брэнда и перепозиционировала его в сегмент «премиум». Образ торговой марки ориентировался на положительные качества русского человека: щедрости, гостеприимстве, чувстве долга, любви к Родине.
Была запущена рекламная кампания со слоганом «Все за 'Сибирскую корону'!», развернувшаяся на центральных телеканалах и в наружной рекламе. Среди созданных рекламных роликов три были созданы режиссёром Тимуром Бекмамбетовым. Аудиторией пива считались патриотически ориентированные мужчины и женщины с достатком чуть выше среднего от 25 до 45 лет.
За первый квартал 2004 г. года продажи «Сибирской короны» по отношению к прошлому году выросли на 159 % благодаря рекламной стратегии, выпуску новых сортов и запуска новой бутылки.

## Сорта
- Классическое — светлое пиво, плотность — 12 %, алкоголь — 5,3 %.
- Золотистое — лёгкое пиво, плотность — 10 %, алкоголь — 4,2 %.
- Белое — светлое пиво, плотность — 12 %, алкоголь — 5,0 %.
- Светлое — светлое пиво, плотность — 11 %, алкоголь — 4,7 %.
- Безалкогольное — алкоголь — не более 0,5 %.
- Лайм — светлое пиво, плотность — 12,5 %, алкоголь — 3,2 %.
- Крепкое — крепкое светлое высокоплотное пиво, плотность — 18 %, алкоголь — 8,3 %, достигается в процессе натурального брожения[3].
- Алтайский Ветер. IPA — светлый эль в стиле IPA (Indian Pale Ale), алк. 5,6 %. Плотность 13,5 %. Горечь 34 IBU.
- Таежный Бурый. Стаут — Алк. 5,5 %. Плотность 14 %. Горечь 19 IBU.
- Амурский Нрав. Ржаной эль — Алк. 4,5 %. Плотность 12,5 %. Горечь 18 IBU.
- Полярный Белый. Пшеничный эль — Алк. 4,9 %. Плотность 12,5 %.

## Производство
Различные сорта «Сибирской короны» производятся на заводах САН ИнБев в Волжском, Иванове, Клину, Омске и Саранске.
Пиво упаковывается и поставляется в стеклянных бутылках 0,47 литра, алюминиевых банках объёмом 0,45 и 1 литр, в пластиковых бутылках объёмом 1 литр, а также в кегах объёмом 20, 30 и 50 литров.

## Оценки
В 2007 и 2009 годах по результатам народного голосовании «Сибирской короне» было присвоено звание «Марка № 1 в России».
В 2015 году «Сибирская Корона» запустила линейку крафтового пива «Сибирский характер», сварив IPA «Алтайский Ветер», ржаной эль «Амурский Нрав» и стаут «Таежный Бурый».
В 2018 году в рамках проведённых Роскачеством исследований «Сибирская корона» заняла 2-место по содержанию солода и не прошла тесты на пеностойкость.